# Flughafen Pescara

i7
i11
i13
Der Flughafen Pescara (ital. Aeroporto di Pescara oder Aeroporto d'Abruzzo, IATA-Code: PSR, ICAO-Code: LIBP) ist ein internationaler Flughafen nahe der italienischen Adria-Stadt Pescara in der Region Abruzzen.

## Lage
Er liegt 3 km südlich an der Umgehungsstraße SS 16.

## Fluggesellschaften und Ziele
Die größte Fluggesellschaft auf dem Flughafen ist Ryanair. Weitere Fluggesellschaften sind Neos, Wizz Air und Luxair. Es gibt vier deutschsprachige Ziele: Weeze, Frankfurt-Hahn, Hamburg und Memmingen.
Auf dem Flughafen haben verschiedene Polizei- und Zivilschutzbehörden sowie die Italienische Küstenwache fliegende Einheiten. Der Flughafen war Heimatbasis der bis 2011 bestehenden ItAli Airlines.

## Ausstattung
Der Flughafen ist mit einem CAT-I Instrumentenlandesystem (ILS) für die Start- und Landebahn 22 ausgestattet und ermöglicht somit auch den Flugbetrieb bei schlechtem Wetter. Der kontrollierte Flughafen unterliegt der ENAV und ist für den IFR-Verkehr zugelassen.

## Verkehrsanbindung
- Bus: alle 15 Min. verkehrt ein Shuttle in die Innenstadt.

## Geschichte
Der Flughafen entstand im Jahr 1917 als Militärflugplatz. 1933 nahm die Società Aerea Mediterranea (Ala Littoria) Linienflüge zwischen Pescara und Rom-Urbe auf. Nach dem Zweiten Weltkrieg bedienten zunächst Transadricatica und Avio Linee Italiane den Flughafen, dann Itavia, Alitalia, ATI und Aermediterranea. British Caledonian Airways flog Pescara von London aus an. Im Jahr 1983 wurde die heutige Fluggesellschaft Air One als Aliadriatica in Pescara gegründet.

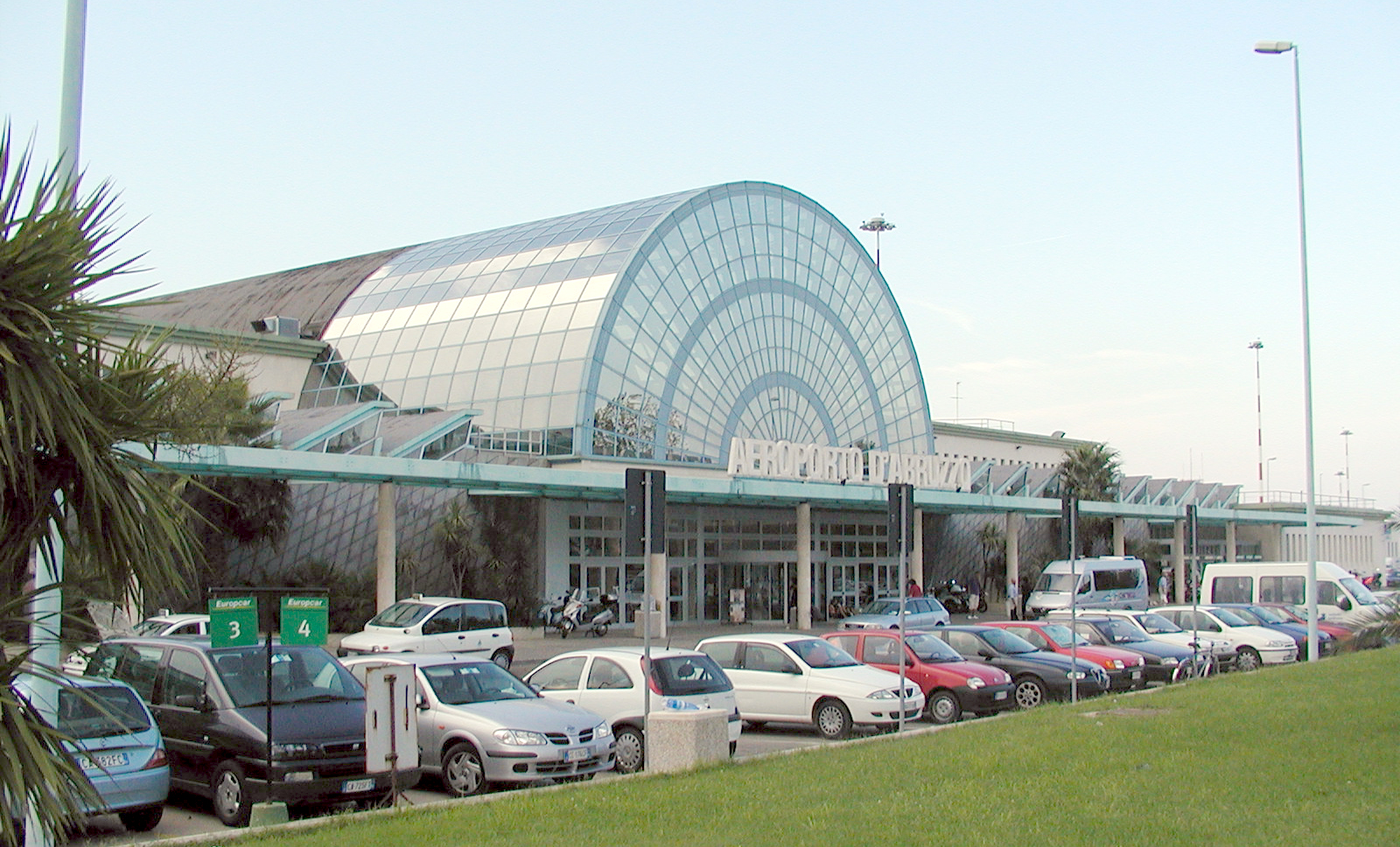
Terminal
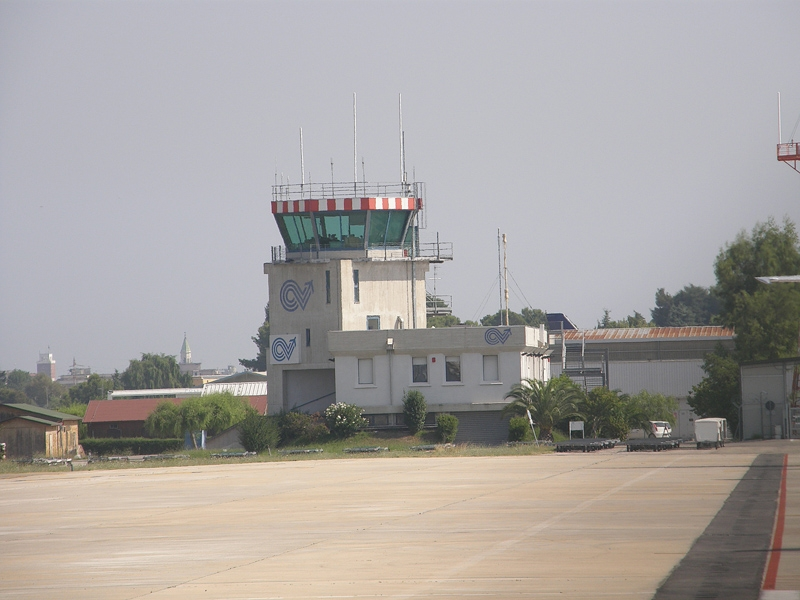
Tower
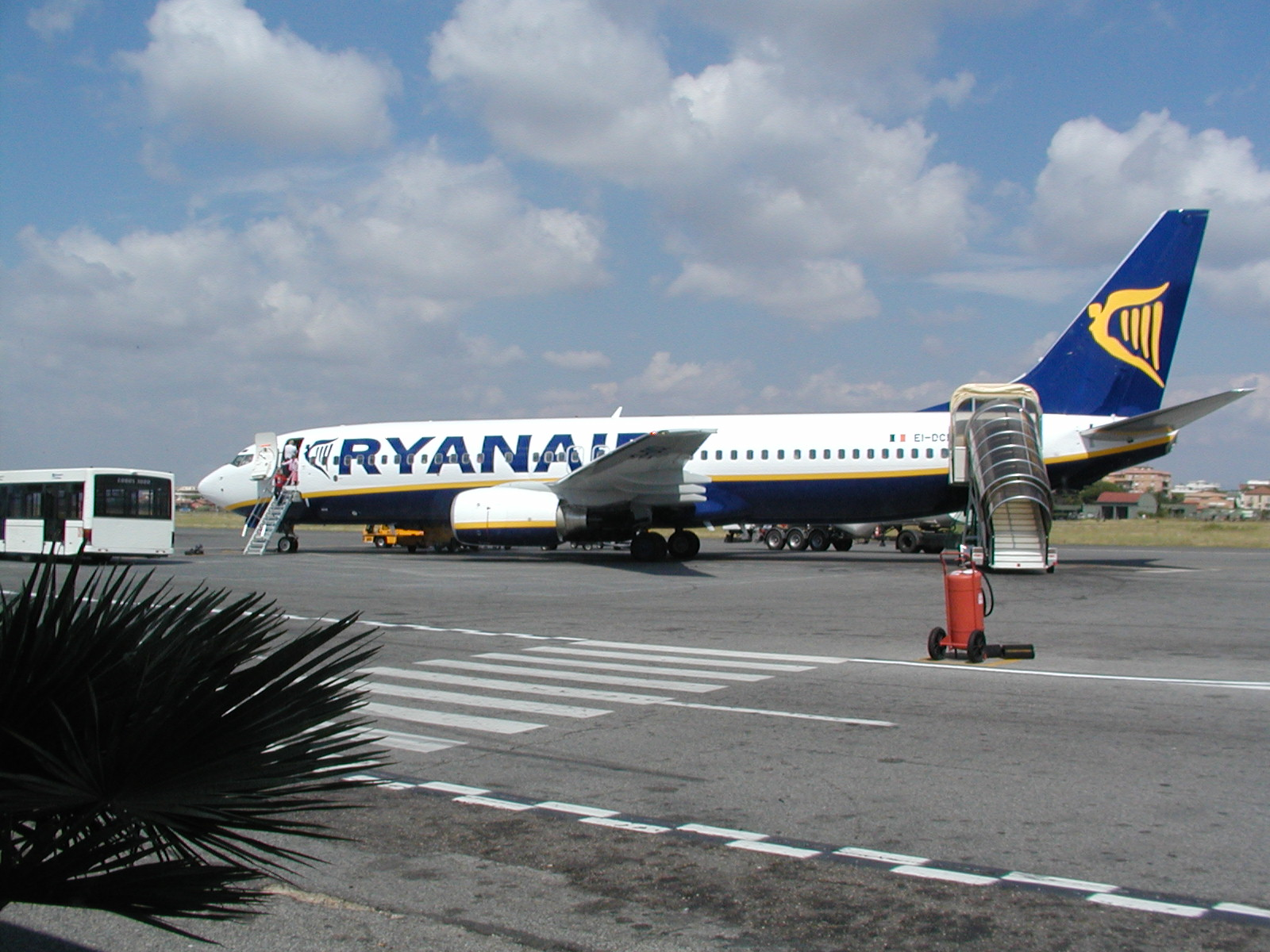
737 der Ryanair